# آرثر هوفمان (سياسي سويسري)
آرثر هوفمان (الألمانية السويسرية الموحدة: Arthur Hoffmann) هو سياسي سويسري، ولد في 18 يونيو 1857 في سانت غالن في سويسرا، وتوفي بنفس المكان في 23 يوليو 1927. نشط حزبياً في الحزب الديمقراطي الحر (سويسرا). وقد انتخب رئيس مجلس الولايات السويسري وانتخب عضو مجلس الولايات السويسري وانتخب عضو المجلس الفيدرالي السويسري.